# Base dottor Guillermo Mann
La Base dottor Guillermo Mann è una stazione di ricerca cilena in Antartide, situata in prossimità di Capo Shirreff, nella parte settentrionale dell'isola Livingston (Isole Shetland Meridionali).
La base è stata inaugurata nel novembre 1991, ed è intitolata allo zoologo cileno Guillermo Mann (1919-1967), che prese parte alla prima spedizione antartica cilena nel 1947.
La base è ubicata in prossimità dell'Area Specialmente Protetta dell'Antartide Capo Shirreff e isola San Telmo (ASPA 149). L'area protetta ospita la più grande colonia riproduttiva di otaria orsina antartica (Arctocephalus gazella) nella regione della penisola Antartica, composta, secondo un recente censimento effettuato con droni, da oltre 5.000 esemplari.